# Timpul Fantomei
The Time of the Ghost este un roman supranatural pentru copii, scris de Diana Wynne Jones și publicat de Macmillan în 1981. Acțiunea se desfășoară în mediul rural englez și urmărește o fantomă adolescentă, care este una dintre cele patru surori, însă nu își amintește exact care dintre ele. Fantoma provine dintr-un viitor situat la șapte ani distanță, după un misterios „accident”, ceea ce face ca povestea să aibă elemente de călătorie în timp. Cu toate acestea, ea nu are nicio amintire a evenimentelor petrecute în acei șapte ani.
Greenwillow Books (William Morrow) a publicat prima ediție americană a romanului abia în 1996. Potrivit WorldCat, The Time of the Ghost nu se numără printre cele mai răspândite douăzeci de lucrări ale Dianei Wynne Jones în bibliotecile participante.

## Rezumatul povestirii
Cartea începe cu cuvintele „A fost un accident! Ceva nu e în regulă!” – și, într-adevăr, ceva este în neregulă. Există o fantomă. Ea nu știe cine este, cum a murit sau unde se află exact. Tot ce știe este că a avut loc un accident îngrozitor.
Eroina încă nenumită se simte atrasă de o clădire mare, un internat pentru băieți, care îi pare ciudat de familiar. După puțin efort de detectiv, spiritul fără corp ajunge la concluzia că este Sally Melford, una dintre cele patru surori excentrice – Imogen, Cart, Fenella și Sally. Acestea locuiesc la internat și sunt neglijate de părinții lor suprasolicitați, ambii profesori la școală. Tatăl, cunoscut doar ca „el însuși”, este directorul, iar mama, Phyllis, este asistenta medicală a școlii. Amândoi sunt mereu ocupați cu problemele instituției, lăsându-le pe fete să se descurce singure.
Pe măsură ce povestea avansează, încep să apară dovezi ale călătoriei în timp. În prezent, Sally, acum adultă și studentă la universitate, se află într-un spital, grav rănită după ce iubitul ei abuziv a aruncat-o dintr-o mașină în viteză. O parte din ea s-a întors cu șapte ani în trecut, unde, cu ajutorul surorilor sale și al unor băieți de la școală, trebuie să desfacă un pact nesăbuit cu puternica și străvechea zeiță Monigan.
Închinarea la Monigan este un joc inventat de surori, în care o păpușă veche din cârpe reprezintă zeița Monigan. De-a lungul poveștii, ele oscilează între a trata acest joc ca pe o distracție nevinovată și a crede cu adevărat în el. Sally pare, de asemenea, implicată romantic cu un student de la școală, enigmaticul Julian Addiman, un elev din clasa a cincea, care ironizează modul în care surorile par să ia în serios Închinarea la Monigan.
După o serie de investigații, Sally (în forma sa fantomatică) descoperă adevărul. În copilărie, Sally se dedicase zeiței Monigan într-un ritual de la miezul nopții, cu ajutorul lui Julian. Monigan acceptase oferta și îi promisese că, peste șapte ani, Sally îi va aparține. Acum, cei șapte ani s-au scurs, iar Monigan a încercat să-și revendice datoria – sub forma iubitului ei (care se dovedește a fi același Julian Addiman) aruncând-o din mașină. Totuși, Sally a supraviețuit și, cu ajutorul surorilor și prietenilor din copilărie, este hotărâtă să o înfrunte pe Monigan și să-și recupereze viața.

## Personaje
Selina (Sally) Melford – Personajul principal al cărții. Este considerată de surorile sale drept cea mai sentimentală. Porecla ei este Semolina.
Charlotte (Cart) Melford – Una dintre cele patru surori ale lui Sally. În adolescență, este grasă și neatractivă pentru băieți, dar în partea din viitor a cărții se transformă într-o tânără subțire și frumoasă. Este cea mai puțin emoțională și are puțin timp pentru sentimentalism, dar adesea are tendința de a fi agresivă, mai ales dimineața.
Fenella Melford – Cea mai mică dintre surorile Melford, Fenella este, de asemenea, cea mai eccentrică. Modă ei preferată este o sacoșă verde, făcută de Cart; are noduri legate în părul ei și mari dinți de iepure cu un spațiu între ei. Este descrisă ca fiind mică și asemănătoare unui gnom, dar, ca și Cart, în partea din viitor a cărții, devine foarte frumoasă și se pregătește să devină cântăreață de operă.
Imogen (Imo) Melford – Imogen este cea mai orientată spre carieră dintre surorile Melford; este complet concentrată pe planul său de a deveni pianistă concertistă. De asemenea, este prezentată ca fiind cea mai atrăgătoare ("angelică") dintre surori, dar în partea din viitor a cărții, se transformă într-o tânără plictisitoare, prinsă într-o activitate pe care nu o dorește cu adevărat.
Julian Addiman – Un elev din clasa a cincea la școală, care este foarte bun în a obține ceea ce își dorește. Este chipeș și își folosește acest atribut cu mare efect, în special când interacționează cu Cart și Sally, care sunt amândouă foarte atrase de el. Cu toate acestea, Julian este controlant și abuziv față de Sally, ajungând în cele din urmă să o arunce dintr-o mașină în viteză.Format:Diana Wynne Jones